# Исла-де-Саламанка
И́сла-де-Салама́нка, или Салама́нка (исп. Vía Parque Isla de Salamanca) — национальный парк Колумбии. Расположен в Карибском регионе — на востоке граничит с городом Барранкилья в департаменте Магдалена. Сформирован в 1964 году для поддержания численности различных видов птиц и прибрежных мангровых лесов.
12 000 га территории парка охватывают мангровые леса. Также в парке произрастают тропические засушливые леса и тугайные леса. В мангровых лесах преобладают красное мангровое дерево, белое мангровое дерево, чёрное мангровое дерево и конокарпус прямостоячий. Авифауна парка представлена 199 видами птиц.